# Conopsia
Conopsia là một chi bướm đêm thuộc họ Sesiidae.

## Các loài
- Conopsia bicolor (Le Cerf, 1917)
- Conopsia flavimacula Kallies, 2000
- Conopsia lambornella (Durrant, 1914)
- Conopsia phoenosoma (Meyrick, 1930)
- Conopsia terminiflava Strand, [1913]